# Lipara pullitarsis
Lipara pullitarsis är en tvåvingeart som beskrevs av Doskocil och Chvála 1971. Lipara pullitarsis ingår i släktet Lipara, och familjen fritflugor. Arten är reproducerande i Sverige.